# U 221 (Kriegsmarine)
De U 221 was een Type VIIC U-boot van de Duitse Kriegsmarine tijdens de Tweede Wereldoorlog. De U 221 onder commando van kapitein-luitenant-ter-zee Hans-Hartwig Trojer. Hij was de enige die in het konvooi SC-104 binnenglipte en vijf koopvaardijschepen vernietigde in twee nachten tijd. Op één door hem getroffen vrachtschip, de Southern Empress, waren 11 kleinere en 10 grotere landingsboten als deklast geladen, die eveneens verloren gingen.

## Geschiedenis
Op 10 oktober 1942 kruiste een groep U-boten voor de kust van Newfoundland, wachtend op konvooien uit de Verenigde Staten.
De 20 U-boten waren in twee groepen verdeeld, en één ervan kreeg opdracht langs de rand van de 'Air Gap' te patrouilleren, verwachtend het konvooi SC-104 uit Sydney (Nova Scotia) te zullen vinden.
Op 12 oktober verkende een Duitse U-boot het konvooi. Er waren 48 schepen, en een escorte van slechts 2 torpedojagers en 4 korvetten. Troyer zag kans het konvooi binnen te dringen en hij torpedeerde die eerste nacht 3 koopvaardijschepen.
De weersomstandigheden waren ideaal voor U-bootoperaties. De kleine escorteschepen werden heen en weer geslingerd door de hoge deining van de oceaan en konden slechts met moeite hun ASDIC's gebruiken, zodat een onderzeeër, als die eenmaal onder water voer, vrijwel veilig was.
De volgende nacht, van 13 oktober, drong Troyer opnieuw tussen de konvooischepen en bracht hij 4 vrachtschepen tot zinken. In totaal vernietigde de U 221 7 vrachtschepen met een gezamenlijke tonnage van 40.000 ton.
De andere U-boten zagen met elkaar slechts kans één enkel schip tot zinken te brengen, en bij die aanval ging dan nog de U 353 en U 661 verloren.

## SC-122 en HX-229
18 maart 1943 - De U 221 nam deel aan de aanval tegen de konvooien SC-122 en HX-229. De U 221 brak door de zwakke verdediging van konvooi HX-229 heen en torpedeerde met al zijn 5 torpedobuizen het vrachtschip Walter Q. Gresham en het koelschip Canadian Star, die tot zinken werden gebracht. In die 5 dagen en nachten werden 21 schepen tot zinken gebracht - een totaal van 141.000 ton.

## Ondergang
De U 221 werd tot zinken gebracht op 27 september 1943 ten zuidwesten van Ierland, in een vermoedelijke positie 47° 0′ 0″ NB, 18° 0′ 0″ WL door dieptebommen van een Handley Page Halifax (Squadron 58/B). Voordat de U 221 zonk, kon de Britse bommenwerper neergeschoten worden. Alle 50 manschappen en hun commandant, Hans-Hartwig Troyer kwamen om.